# IJzer-54
IJzer-54 of 54Fe is een stabiele isotoop van ijzer, een overgangsmetaal. Het is een van de vier stabiele isotopen van het element, naast ijzer-56, ijzer-57 en ijzer-58. De abundantie op Aarde bedraagt 5,845%. De isotoop wordt ervan verdacht via een dubbel bètaverval te vervallen tot de stabiele isotoop chroom-54. De vervalenergie bedraagt −1364,31 keV. IJzer-54 heeft een halfwaardetijd van meer dan 31 triljard jaar en kan dus de facto als stabiel worden beschouwd. Dit omdat de halfwaardetijd miljarden malen groter is dan de leeftijd van het universum.
IJzer-54 ontstaat onder meer bij het radioactief verval van mangaan-54 en kobalt-54.
45Fe · 46Fe · 47Fe · 48Fe · 49Fe · 50Fe · 51Fe · 52Fe · 52mFe · 53Fe · 53mFe · 54Fe · 54mFe · 55Fe · 56Fe · 57Fe · 58Fe · 59Fe · 60Fe · 61Fe · 61mFe · 62Fe · 63Fe · 64Fe · 65Fe · 65mFe · 66Fe · 67Fe · 67mFe · 68Fe · 69Fe · 70Fe · 71Fe · 72Fe · 73Fe · 74Fe · 75Fe